# Mostek (nádraží)
Mostek je železniční stanice v severozápadní části stejnojmenné obce v okrese Trutnov v Královéhradeckém kraji. Leží na jednokolejné trati Pardubice–Liberec. Stanice není elektrifikovaná.

## Historie
Stanice byla vybudována jakožto součást Jihoseveroněmecké spojovací dráhy (SNDVB), autorem univerzalizované podoby stanice je pravděpodobně architekt Franz Reisemann, který navrhoval většinu výpravních budov této dráhy. Práce zajišťovala brněnská stavební firma bratří Kleinů a Vojtěcha Lanny. Dne 1. června 1858 byl s mosteckým nádražím uveden do provozu celý nový úsek trasy z Jaroměře do stanice Horka u Staré Paky, odkud byla trať následujícího roku prodloužena dále do Liberce.
Po zestátnění SNDVB roce 1909 pak obsluhovala stanici jedna společnost, Císařsko-královské státní dráhy (kkStB), po roce 1918 pak správu přebraly Československé státní dráhy.

## Popis
Nacházejí se zde dvě úrovňová vnější nástupiště, jedno z nich je kryté.